# Giải Vật lý thiên văn Dannie Heineman
Giải Vật lý thiên văn Dannie Heineman là một giải thưởng hàng năm của Hội Thiên văn học Hoa Kỳ và Viện Vật lý Hoa Kỳ dành cho công trình nghiên cứu xuất sắc về Vật lý thiên văn. Giải được Quỹ Heineman tài trợ, và được đặt theo tên kỹ sư kiêm nhà kinh doanh người Mỹ gốc Bỉ Dannie Heineman.
==Những người đoạt giải== 
- 1980 Joseph H. Taylor, Jr.
- 1981 Riccardo Giacconi
- 1982 P. James E. Peebles
- 1983 Irwin I. Shapiro
- 1984 Martin Rees
- 1985 Sandra M. Faber
- 1986 Hyron Spinrad
- 1987 David L. Lambert
- 1988 James E. Gunn
- 1989 Carl E. Heiles
- 1990 Richard McCray
- 1991 Wallace L. W. Sargent
- 1992 Bohdan Paczynski
- 1993 John C. Mather
- 1994 John N. Bahcall
- 1995 Jerry E. Nelson
- 1996 Roger A. Chevalier
- 1997 Scott D. Tremaine
- 1998 Roger Blandford
- 1999 Kenneth C. Freeman
- 2000 Frank Shu
- 2001 Bruce G. Elmegreen
- 2002 J. Richard Bond
- 2003 Rashid Sunyaev
- 2004 Bruce T. Draine
- 2005 George Efstathiou, Simon White
- 2006 Marc Davis
- 2007 Robert Kennicutt
- 2008 Andrew Fabian
- 2009 Lennox L. Cowie
- 2010 Edward Kolb, Michael Turner
- 2011 Robert P. Kirshner
- 2012 Chryssa Kouveliotou
- 2013 Rachel Somerville
- 2014 Piero Madau
- 2015 David Spergel & Marc Kamionkowski